# Nationaal park Bénoué
Het Nationaal Park Bénoué is een nationaal park in Kameroen door UNESCO bestempeld als Biosfeerreservaat.
Het park is vernoemd naar de rivier de Benue, die door het gebied stroomt. In 1932 werd het gebied als faunareservaat aangewezen, en sinds 1968 is het een nationaal park. Het park ligt in een savannegebied tussen de steden Garoua in het noorden en Ngaoundéré in het zuiden.